# Unadilla (Nebraska)
Unadilla – wieś w Stanach Zjednoczonych, w stanie Nebraska, w hrabstwie Otoe.